# Westelijke Boeg
De Westelijke Boeg (Oekraïens: Західний Буг, Zakhidnyy Boeh, Wit-Russisch: Захо́дні Буг, Zakhodni Boeh; Russisch: Западный Буг, Zapadnyy Boeg) is een zijrivier van de Narew en loopt door Oekraïne, Wit-Rusland en Polen. De rivier vormt een groot deel van de Poolse oostgrens, eerst met Oekraïne en dan met Wit-Rusland. Van de 772 km lopen er 587 op of langs Pools grondgebied. Het stroomgebied van de Boeg heeft een oppervlakte van 39.420 km².
De rivier ontspringt in de buurt van het Oekraïense Zolotsjiv, 70 km ten oosten van Lviv. Bij het Oost-Poolse Serock mondt de rivier uit in een kunstmatig meer, het Zegrzemeer, waarin ook de Narew uitmondt. Vervolgens stroomt het water als Narew naar de Wisla, hoewel de Boeg tot de samenvloeiing van beide rivieren een veel langere weg heeft afgelegd. Uiteindelijk mondt de Wisla uit in de Oostzee.
De voornaamste stad aan de rivier is het Wit-Russische Brest. Daar begint een kanaal dat de rivier verbindt met de rivier de Pripjat en daarmee met het stroomgebied van de Dnjepr.
De rivier krijgt de aanduiding Westelijk ter onderscheiding van de Zuidelijke Boeg, die eveneens in Oekraïne stroomt, maar dan in zuidelijke richting. De bron van de Zuidelijke Boeg ligt op slechts 120 km afstand van die van de Westelijke. In Polen wordt de aanduiding weggelaten en heet de rivier gewoon de Bug.
- Bibliothèque nationale de France: cb12518635r (data)
- Gemeinsame Normdatei: 4080570-0
- Nationale Bibliotheek van Tsjechië: ge1176295
- Système universitaire de documentation: 034429832
- Virtual International Authority File: 237714703